# Porto di Santos
Il Porto di Santos (in portoghese: Porto de Santos) è un porto marittimo situato nella città di Santos, in Brasile; si tratta del maggior porto brasiliano e del Sudamerica. Inaugurato il 2 febbraio 1892 occupa un'area di 7800000 m² e nel 2010 ha avuto un traffico di 96 milioni di tonnellate di merci e di oltre un milione di passeggeri, mentre nel 2007 la rivista inglese Container Management lo classificava 39º per movimento di container.
Il complesso del porto di Santos ha storicamente rappresentato oltre il 25%, o un quarto, della bilancia commerciale del Brasile ed è il più grande esportatore di zucchero, succo d'arancia e caffè nel mondo.
Dispone di un'ampia varietà di terminal merci per vari prodotti, che trattano rinfuse solide (principalmente di origine vegetale), liquidi, container, merci generali e passeggeri.
La sua area di influenza riguarda le aree che rappresentano il 67% del prodotto interno lordo (PIL) del Brasile, principalmente negli  Stati di  San Paolo, Il commercio Minas Gerais, Goiás, Mato Grosso e Mato Grosso do Sul da San Paolo (in valore) viene spedito o scaricato attraverso il porto di Santos. 
Nel 2016, è stato considerato il 39 ° porto più grande al mondo per la movimentazione di container e il 35 ° per tonnellata, secondo la classifica AAPA - American Association of Port Authorities, essendo il più trafficato dell'America Latina., il primo in America Latina.
A circa 70 chilometri dalla città di San Paolo, il porto è servito da collegamenti ferroviari, stradali e di gasdotti. Il sistema di accesso diretto via terra al porto è costituito da tre modalità: stradale, attraverso le autostrade del complesso Anchieta-Imigrantes e Rio-Santos; ferroviario, per due reti gestite da Rumo Logística (rete sud) e MRS Logística, (rete nord); e pipeline, essendo integrato nel sistema di gasdotti Transpetro.
In conformità con le sue responsabilità di fornire infrastrutture per l'accesso alla terra e all'acqua, Codesp mantiene e investe nelle infrastrutture relative a questo accesso. Il complesso portuale dispone di 100 chilometri di rete ferroviaria interna (all'interno del porto organizzato), gestita da Portofer Transportes Ferroviários. Il rail modal rappresenta circa il 27% della movimentazione merci, in particolare merci derivate dall'agrobusiness (soia, mais, zucchero, cellulosa, fertilizzanti, caffè, ecc.), Di cui il 53% utilizza questo modal. L'Autorità Portuale è inoltre responsabile del sistema denominato viali perimetrali, che mira a garantire la qualità degli accessi stradali, evitare conflitti con il flusso urbano ed evitare incroci strada-ferrovia. Allo stesso modo, svolge anche le attività di dragaggio di approfondimento e manutenzione, al fine di consentire l'accesso a navi con il necessario pescaggio operativo.
Il profilo di carico del porto di Santos, secondo i dati del 2017, è di circa il 47% in rinfuse solide (soia, zucchero, mais, caffè, fertilizzante, ecc.); 39% merci generiche (container, project cargo, veicoli) e 14% rinfuse liquide (oli vegetali, petrolchimici, gas, ecc.). Il movimento cumulativo del tonnellaggio del 2017 ha raggiunto 129.865.022 tonnellate, di cui 36.307.745 tonnellate sono state importate e 93.557.277 tonnellate sono state esportate. La movimentazione dei container ha accumulato 2.495.397 unità, o 3.853.719 TEU, di cui 1.259.163 unità (1.947.082 TEU) sono state importate e 1.236.234 unità (1.906.637 TEU) esportate. In tonnellate, la movimentazione generale di carichi containerizzati è stata pari a 44.534.271 t.